# Podlesie (rejon lachowicki)
Podlesie (biał. Падлессе; ros. Подлесье) – agromiasteczko na Białorusi, w obwodzie brzeskim, w rejonie lachowickim, w sielsowiecie Żerebkowicze.
Znajduje tu się zabytkowa parafialna cerkiew prawosławna pw. Świętego Ducha, a także przystanek kolejowy Podlesie, położony na linii Osipowicze – Baranowicze.

## Historia

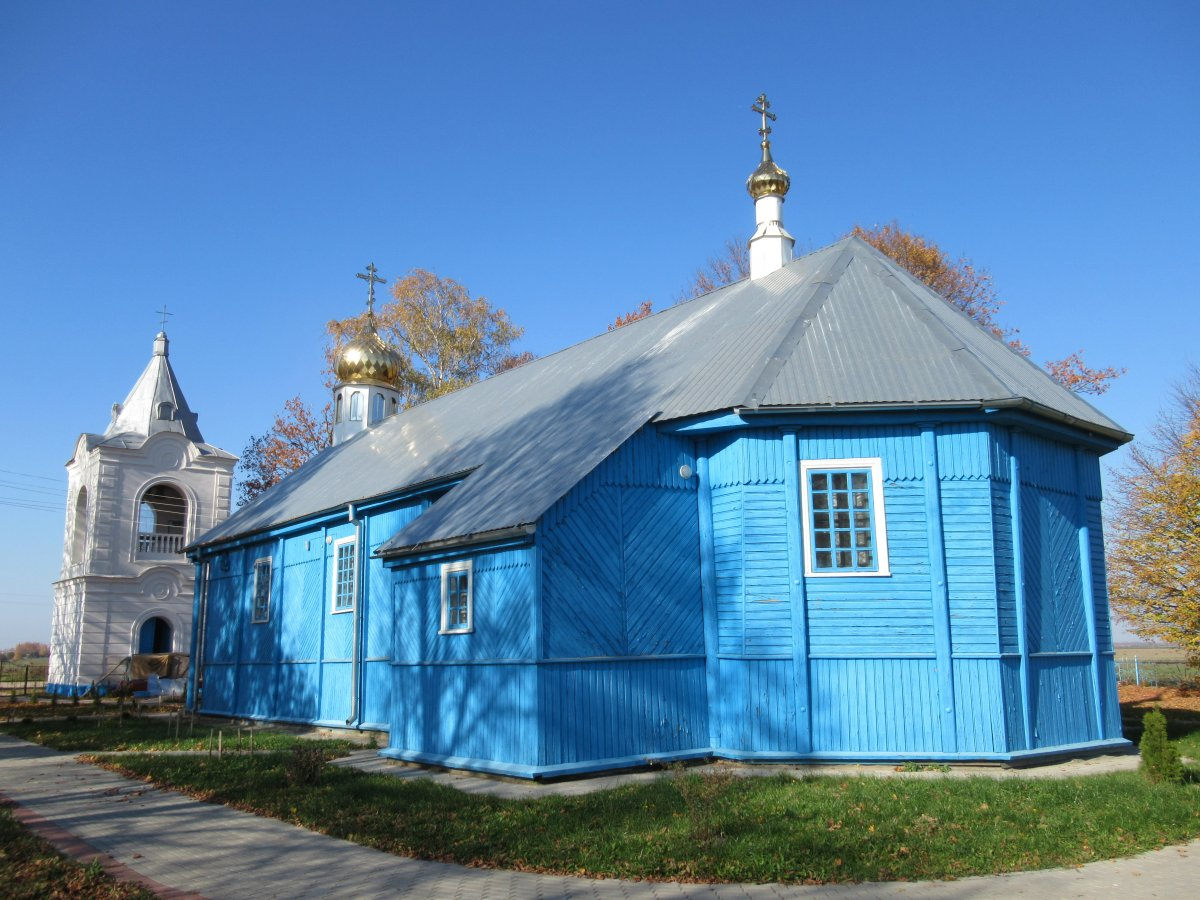
Cerkiew

W XIX i w początkach XX w. położone było w Rosji, w guberni mińskiej, w powiecie słuckim, w gminie Lachowicze.
W dwudziestoleciu międzywojennym leżało w Polsce, w województwie nowogródzkim, w powiecie baranowickim, w gminie Lachowicze. W 1921 miejscowość liczyła 1251 mieszkańców, zamieszkałych w 252 budynkach, w tym 1169 Białorusinów, 54 Polaków, 27 Żydów i 1 osobę innej narodowości. 1205 mieszkańców było wyznania prawosławnego, 41 mojżeszowego i 5 rzymskokatolickiego.
Po II wojnie światowej w granicach Związku Sowieckiego. Od 1991 w niepodległej Białorusi.